# Cudhi
Cudhi è una frazione del comune di Croia in Albania (prefettura di Durazzo).
Fino alla riforma amministrativa del 2015 era comune autonomo, dopo la riforma è stato accorpato, insieme agli ex-comuni di Croia, Bubq, Fushë Krujë, Kodër Thumanë e Nikël a costituire la municipalità di Croia.

## Località
Il comune era formato dall'insieme delle seguenti località:
- Cudhi-Zall
- Noje
- Mafsheq
- Shqeze
- Shkrete
- Cudhi-Kant
- Kroi i Madh
- Bruz-Zall
- Bruz- Mal
- Rranx